# Cosquín Rock 2026
Cosquín Rock 2025 será la vigésimo quinta edición del festival Cosquín Rock. Se desarrollará en el aeródromo de Santa María de Punilla, ubicado en la provincia de Córdoba, Argentina.
Esta edición se anunció en junio de 2025, con cuatro preventas agotadas. El organizador José Palazzo confirmó que la grilla estaba lista y faltaban algunas confirmaciones importantes, con alta presencia internacional y el regreso del punk y el heavy metal.

## Transmisión
El evento se transmitirá en Latinoamérica a través del canal de televisión Star Channel y del servicio de streaming Disney+.